# Messages d'avertissement de longue durée sur les déchets nucléaires

ISO Risque de danger dû aux radiations.

Les messages d'avertissement de longue durée sur les déchets nucléaires sont destinés à empêcher toute intrusion humaine dans les centres de stockage des déchets nucléaires dans un futur lointain, d'un ordre de grandeur égal ou supérieur à 10 000 ans. La sémiotique nucléaire est un domaine de recherche interdisciplinaire, développé en premier par le groupe de travail sur l'interférence humaine (en), ce depuis 1981.

## Élaboration du message
Le WIPP a fait une recherche approfondie sur l'élaboration de ces messages. Puisque les langues vivantes d'aujourd'hui sont les langues mortes de demain, l'équipe de recherche a préféré retenir les pictogrammes et l'architecture hostile. Si toutefois un message écrit devait être utilisé, ce serait celui-ci, qui serait à traduire dans chacune des langues officielles de l'Organisation des Nations unies :
« This place is a message… and part of a system of messages …pay attention to it!

Sending this message was important to us. We considered ourselves to be a powerful culture.

This place is not a place of honor … no highly esteemed deed is commemorated here… nothing valued is here.

What is here was dangerous and repulsive to us. This message is a warning about danger.

The danger is in a particular location… it increases towards a center… the center of danger is here… of a particular size and shape, and below us.

The danger is still present, in your time, as it was in ours.

The danger is to the body, and it can kill.

The form of the danger is an emanation of energy.

The danger is unleashed only if you substantially disturb this place physically. This place is best shunned and left uninhabited. »
« Cet endroit est un message. Et fait partie d'un système de messages. Fais-y attention !

Il nous tenait à cœur d’envoyer ce message. Nous nous considérions comme une civilisation puissante.

Cet endroit n'est pas un lieu d'honneur… Aucun acte tenu en haute estime n'est commémoré ici… Rien de valeur ne se trouve ici.

Ce qui se trouve ici était dangereux et nous répugnait. Ce message est un avertissement de danger.

Le danger est dans un endroit particulier… il augmente vers un centre… Le centre du danger est ici… d'une taille et d'une forme particulière, et au-dessous de nous.

Le danger est toujours présent, à ton époque, comme il l'était à la nôtre.

Le danger s’applique au corps, et il peut tuer. La forme que prend le danger consiste en une émanation d'énergie.
Le danger ne se produit que si tu apportes une perturbation physique considérable à cet endroit. Mieux vaut éviter cet endroit, et le laisser inhabité. »

### Conception architecturale
Outre le texte ci-dessus, les plans conceptuels de l'« usine pilote d'isolation des déchets » (Waste Isolation Pilot Plant) envisageaient d'installer un « centre d'information » au cœur géométrique du site. Le bâtiment consisterait en une structure ouverte en granit ou en béton solide, mesurant 12,2 m × 9,8 m × 3,0 m, et qui contiendrait des messages de niveau IV. Les plans suggéraient que le bâtiment puisse être conçu de manière à créer un sifflement « dissonant et lugubre » lorsque le vent le traverse, agissant comme un message de niveau I.
Vilmos Voigt, de l'Université Loránd-Eötvös (Budapest), et qui avait travaillé pour le Human Interference Task Force (en) en 1981, a proposé l'installation de panneaux d'avertissement dans les langues mondiales les plus importantes selon un motif concentrique autour du stockage. Au fil du temps, d’autres panneaux seraient ajoutés, re-traduisant ou réadaptant les panneaux antérieurs à la langue actuelle ; ceux-ci restant néanmoins en place.

## Marqueurs physiques
Afin de rebuter les humains du futur voulant explorer les sites de stockage de déchets nucléaires, le rapport Sandia de 1993 a exploré quels modèles de marqueurs physiques transmettraient les concepts d'émanations dangereuses, de blessures corporelles, et le concept de « terre maudite » qui semble détruite ou empoisonnée. Les marqueurs physiques et architecturaux pouvant remplis cet objectif avaient été analysés comme étant les suivants :
Un paysage d'épinesUne masse de nombreuses pointes de taille irrégulière dépassant du sol dans toutes les directions.
Un champ de pointesUne série de pointes extrêmement grandes émergeant du sol sous différents angles.
Une grille et des pointesUne grande grille carré recouvrant le site, à travers lequel de grandes pointes dépassent dans différentes directions.
Des travaux de terrassement menaçantsDe grands monticules de terre en forme d'éclairs, émanant des bords d'un site carré. Les formes seraient visibles depuis les airs ou depuis les collines artificielles construites autour du site.
Un trou noirUne énorme dalle de basalte ou de béton teinté en noir, rendant la terre inhabitable et inculte.
Un paysage de décombresUn grand tas de roches dynamitées de forme carrée, qui, avec le temps, semblerait encore anormale et donnerait l'impression que quelque chose a été détruit.
Des blocs de pierreUn réseau de centaines de blocs de pierre de la taille d'une maison, teints en noir et disposés selon une grille carrée irrégulière, suggérant un réseau de « rues » qui semblent menaçantes et ne mènent nulle part. Les blocs sont destinés à rendre une vaste zone totalement impropre à l’agriculture ou à toute autre utilisation future.

## Recherche culturelle
Afin de déterminer le meilleur moyen de transmettre des messages d'alerte nucléaire sur le long terme, la Zeitschrift für Semiotik (de Tübingen) a publié un sondage en 1982 et 1983 demandant comment un message pourrait être communiqué pendant une durée de 10 000 ans. Le sondage posait la question suivante : « Comment serait-il possible d'informer nos descendants, pour les 10 000 prochaines années, sur les lieux de stockage et les dangers des déchets radioactifs ? » Parmi les répondants, il y avait :

### Thomas Sebeok
Le linguiste Thomas Sebeok était membre du groupe de travail Bechtel. S'appuyant sur les suggestions antérieures faites par Alvin Weinberg et Arsen Darnay (en), il propose la création d'un « sacerdoce atomique », un groupe d'experts dont les membres seraient cooptés par un conseil des pairs. À l’instar de l’Église catholique – qui a su préserver et diffuser son message pendant près de 2 000 ans – le sacerdoce atomique devrait préserver les connaissances sur les emplacements et les dangers des déchets radioactifs, ce en créant des rituels et des mythes à leur sujet. Le sacerdoce indiquerait les zones interdites et les conséquences de la désobéissance,,.

### Stanisław Lem
L'auteur polonais de science-fiction Stanisław Lem propose la création de satellites artificiels qui transmettraient des informations depuis leur orbite vers la Terre pendant des millénaires. Il propose également le croisement sélectif de « plantes informatives » qui ne pousseraient qu'à proximité des sites de stockage nucléaire et informeraient les humains du danger. L’ADN de ces fleurs dites « atomiques » contiendrait les données sur l'emplacement et le contenu des sites de stockage.
Lem reconnaît que le principal problème de son idée est qu'il serait peu probable que les humains connaissent la signification des fleurs atomiques 10 000 ans plus tard, et qu'ils soient donc peu susceptibles de décoder leur ADN dans une recherche d'informations.

### Françoise Bastide et Paolo Fabbri
L'auteure française Françoise Bastide et le sémioticien italien Paolo Fabbri proposent d'entreprendre l'élevage de ce qu'on appellerait des « chatons de radiation » ou « chats radioactifs ». Les chats ont une longue histoire de cohabitation avec les humains, et cette approche suppose que leur domestication se poursuivra indéfiniment. Ces chats radioactifs changeaient de couleur de manière significative lorsqu’ils s’approchaient d’émissions radioactives et servaient ainsi d’indicateurs vivants du danger.
Pour faire passer le message, il faudrait ancrer l'importance des chats dans la conscience collective à travers les contes de fées et les mythes. Ces contes de fées et mythes pourraient à leur tour être transmis à travers la poésie, la musique et la peinture. En réponse, le podcast 99% Invisible (en) a chargé le musicien Emperor X (en) d'écrire une chanson sur les chats radioactifs. La chanson, intitulée 10 000-Year Earworm to Discourage Settlement Near Nuclear Waste Repositories (Don't Change Color, Kitty) (« Chanson qui restera dans la tête pendant 10 000 ans pour vous décourager de vous installer près des sites de stockage nucléaire (Ne change pas de couleur, petit chat) »), a été conçue pour être si accrocheuse et agaçante qu'elle pourrait être transmise de génération en génération sur une période de plusieurs dizaines de milliers d'années.

### Emil Kowalski
Le physicien Emil Kowalski (de) de Bade, en Suisse, propose que les emplacements de stockage des terminaux soient construits de telle manière que les générations futures ne puissent y accéder qu'avec une capacité technique élevée. La probabilité d’une violation indésirable deviendrait alors extrêmement faible. Kowalski pensait que les cultures capables d'effectuer de telles fouilles et forages seraient capables de détecter les matières radioactives et d'être conscientes de leurs dangers.

## En Europe
En Europe, les modèles d'avertissement reposent principalement sur l'intégration des installations de stockage des déchets au sein de la société, de telle sorte que les informations sur leur présence puissent être transmises de génération en génération. Le documentaire finlandais Into Eternity montre comment Onkalo cherche à résoudre le problème.